# Constabulary Medal
De Constabulary Medal (Nederlands: "Medaille voor het Politiekorps") is een onderscheiding van het Verenigd Koninkrijk. Een Constable is in het Verenigd Koninkrijk een politieman of -vrouw met de rang van agent.
De medaille was bedoeld voor de politie van Ierland, de Royal Irish Constabulary, dat ten tijde van de instelling van de medaille in 1842 deel van het Verenigd Koninkrijk was.
De medaille werd op 15 april 1842 ingesteld door de Inspector General of the Royal Irish Constabulary en werd 322 maal uitgereikt.
De onderkoning in Dublin, de "Lord Lieutenant of Ireland", heeft de instelling goedgekeurd. Zo is onduidelijk gebleven of dit een onderscheiding van de Britse Kroon is.
De Ierse politieagenten ontvingen bij wijze van onderscheiding "chevrons of Merit" die op hun schouder werden genaaid. In de jaren van 1842 tot 1856 gaf een vijfde chevron recht op een Constabulary Medal. In de jaren van 10 mei 1856 tot 1872 gaf een vierde chevron recht op een medaille. De medaille werd ook voor een op zich staande moedige daad toegekend.
Het was zeldzaam dat een agent een vijfde chevron kreeg toegekend. In 1859 waren in Ierland slechts 323 politieagenten met een halve chevron of een of meerdere chevrons. Vier van hen droegen drie chevrons en het is slechts eenmaal voorgekomen dat een medaille werd verleend in plaatse van het vijfde chevron. Elfmaal werd het eerste type van de medaille toegekend voor een bijzondere prestatie.
Vóór 1872 was de medaille in de eerste plaats een onderscheiding voor verdienste. In de jaren daarna werd ze alleen voor dapperheid uitgereikt. Toch bleef het rondschrift op de voorzijde ongewijzigd "REWARD OF MERIT". 
Na de instelling van de Ierse Vrijstaat in 1922 werd de medaille niet meer verleend. De nieuwe Ierse regering handelde alsof de Anglo-Ierse orden en onderscheiding niet bestonden. In 1923 werd ook de Royal Irish Constabulary ontbonden. De laatste Constabulary Medal werd in 1922 uitgereikt aan Constable G.H. Buckley van de Royal Irish Constabulary. Hij had met twee collegae een aanval van de IRA afgeslagen. De agenten wisten twee opstandelingen gevangen te nemen en de rest te verjagen. Een aantal van de republikeinen raakte gewond. 
De medaille werd gedragen na de Air Force Medal maar was in rang hoger dan de Medal for Saving Life at Sea.

## Decoraties
Van de verleningen is geen lijst bewaard gebleven. De aanvallen in 1867 tijdens de "Fenian Rising" bezorgden 9 agenten een medaille. In 1888 staken de Ieren uit protest tegen het uitblijven van een hervorming van het pachtrecht en een herverdeling van het grondbezit overal in Ierland landhuizen in brand. Deze onlusten, "Moonshining" genoemd, leverden 13 agenten die een landhuis in Lisdoonvarna bewaakten een medaille op. De Paasopstand leverde de Royal Irish Constabulary 23 medailles op. Het neerslaan van het felle verzet tegen de Britten resulteerde in 1920 in 174 medailles en zes gespen voor een tweede toekenning. Vermoedelijk zijn er 315 medailles uitgereikt. De archieven, met slordige notities, doorhalingen en aantekeningen in potlood zijn niet erg betrouwbaar.

## De eerste medaille
De eerste versie van de ronde zilveren medaille heeft een diameter van 36 millimeter en wordt met een eenvoudige beugel aan een groen lint op de linkerborst gedragen. Op de voorzijde is een met de keizerlijke kroon bedekte heraldische Ierse harp afgebeeld binnen een grote ronde lauwerkrans. De eerste versies dragen het rondschrift "REWARD OF MERIT - IRISH CONSTABULARY" op de keerzijde. Op de keerzijde staat een krans van klaver en lauwerbladeren met in het midden ruimte voor een inscriptie.

## De tweede medaille
De na 1867 geslagen ronde zilveren medaille heeft een diameter van 36 millimeter en wordt met een iets rechthoekiger beugel dan voorheen aan een groen lint op de linkerborst gedragen. Op de voorzijde is een iets eenvoudiger harp zonder de versiering in de vorm van een vrouwenfiguur afgebeeld met dicht daaromheen een kans van lauweren en klaverbladeren en het rondschrift "REWARD OF MERIT - ROYAL IRISH CONSTABULARY". De kroon is nu een heraldische tudorkroon. Op de ongewijzigde keerzijde staat een krans van klaver en lauwerbladeren met in het midden ruimte voor een inscriptie.
In 1921 werd nog een medaille met de oude afbeelding van de harp en het rondschrift "ROYAL IRISH CONSTABULARY" uitgereikt. Ook de gespen van de medailles wijken soms af van de voorschriften.  

## referenties
1. ↑  Enticknap, John, Royal Irish Constabulary Badge and Medal of Merit. http://www.msoi.eu. Medal Society of Ireland. Geraadpleegd op 29 October 2011.
2. ↑  Wijziging in de Constablary Circular van die dag
3. ↑  The Times, 24 november 1859
4. ↑  Abbott en Tamplin, blz. 270
5. ↑  Orders of Wear. http://www.direct.gov.uk. Gearchiveerd op 15 oktober 2012. Geraadpleegd op 29 October 2011.